# Maziwi
Maziwi (auch Maziwe) ist eine unbewohnte, vegetationslose Insel Tansanias, die acht Kilometer vor der Mündung des Pangani im Indischen Ozean liegt. Die ehemals mit Palmen bestandene Insel ist ein Eiablageplatz für die vom Aussterben bedrohte Suppenschildkröte. Durch das Ansteigen des Meeresspiegels, die Abholzung der Baumbestände und den Tauchtourismus erodierte das Eiland stark. Mit Hilfe von lokalen Fischern und Nichtregierungsorganisationen soll der ursprüngliche Zustand wiederhergestellt und die Insel als Nistplatz der Suppenschildkröte erhalten werden.